# Курбатов, Владимир Яковлевич
Влади́мир Яковлевич Курба́тов (1878, Санкт-Петербург — 1957, Ленинград) — русский историк искусства, историк Петербурга, краевед, химик, инженер-технолог, коллекционер, историк архитектуры, профессор.

## Биография
Рано лишился отца; в 1881 году его мать, Мария Александровна, осталась с тремя малолетними детьми. Детство и значительная часть юности его прошло в Павловске.
Окончил 7-ю Санкт-Петербургскую гимназию (1896; золотая медаль) и физико-математический факультет Санкт-Петербургского университета (1900). Во время учёбы, и в гимназии, и в университете, подрабатывал частными уроками и другими видами деятельности. После окончания университета работал в Главной палате мер и весов (под началом Д. И. Менделеева), а затем в химической лаборатории Петербургского университета.
С 1908 года преподавал в Технологическом институте; с 1922 года — профессор.
Ещё в 1899 году он стал сотрудничать с «большою группою художников (И. Е. Репин, В. А. Серов, А. П. Остроумова-Лебедева, И. И. Левитан, Е. Е. Лансере, С. П. Яремич и т. д.)»; познакомился с В. Васнецовым, А. Васнецовым, В. В. Стасовым; кроме этого, он изучал музыку и встречался с А. К. Глазуновым, Н. А. Римским-Корсаковым, А. Н. Лядовым.
В 1905 году начал читать курс общей химии на Петербургских агрономических курсах. Став магистрантом химии, избран с 17 мая 1907 года преподавателем физической химии Петербургского технологического института, где основал кафедру физической химии, которую и возглавлял в течение 50 лет; также им была основана кафедра коллоидной химии; также являлся проректором по научно-учебной части.
Во время Первой мировой войны был консультантом по проектированию и строительству химических заводов оборонной промышленности. Кроме этого, в 1915 году был назначен заведующим лабораторией испытания материалов при Министерстве земледелия, исследуя стали для сельскохозяйственных орудий; также заведовал спиртовой лабораторией по авиабомбардировочному топливу. В это время им были проведены опыты по определению теплоёмкости перегретых паров для большого количества веществ, по результатам которых в 1916 году создал теорию строения жидкостей, согласно которой «частицы жидкостей не только притягиваются друг к другу, как целое, но в большей или меньшей мере обмениваются ионами, атомами и радикалами».
Состоял членом общественных объединений:
- Русского физико-химического общества;
- Общества архитекторов-художников (с 1907 г.);
- Комиссии по изучению и описанию памятников Старого Петербурга (с 1907 г.);
- Дирекции Музея Старого Петербурга (с 1909 г.);
- Общества защиты и сохранения в России памятников искусства и старины (с 1909 г.).

В 1918 году участвовал в организации химического отдела ВСНХ; в 1919 году был назначен членом Совета народного хозяйства Северного края. В годы индустриализации развил активную деятельность по развитию химической промышленности государства. В 1931—1939 годах был депутатом Ленинградского городского совета депутатов трудящихся XIII и XIV созывов. Не оставляя деятельности в области искусства, был заместителем директора «Музея города», основанного в 1918 году, и возглавлял отдел садово-паркового искусства; также состоял членом общества «Старый Петербург» (основано в 1921 г.; с 1925 г. по 1938 гг. — «Старый Петербург — Новый Ленинград»).
Арестован НКВД 22 октября 1938 года, но через полгода, 9 апреля 1939 года, был освобождён из-за прекращения следствия по делу.
В годы Великой Отечественной войны проводил специальные научные исследования; как Курбатов писал позднее, «консультациями обслужено свыше 100 заводов и НИИ, в том числе и ВМФ по вопросам аккумуляторного производства и другим. Под моим руководством в ЛОВОДГЕО выработан способ глубокого обезжелезивания воды для производства авиационного триплекса». В 1944 году был награждён орденом Трудового Красного Знамени.
Умер 12 февраля 1957 года. Похоронен на Шуваловском кладбище в Ленинграде.

Могила Курбатова на Шуваловском кладбище Санкт-Петербурга

## Труды В. Я. Курбатова
Автор более тысячи статей. Основные труды по физической химии. Некоторые из них:
- Жизнь и труды Д. И. Менделеева. — Киев, 1907.
- О цементации стали: Теоретические и опытные данные В. Я. Курбатова. — Пг.: тип. П.П. Сойкина, 1915.
- Исследование материала в плугах типа Сакка. — Пг: тип. П.П. Сойкина, 1916 .
- Возможные способы карбурирования спирта: (Доклад Отд. 7 октября 1916 г.) — Пг.: тип. «Двигатель», 1916.
- Введение в химию. — Пг., 1919.
- Закон Д. И. Менделеева. — Л., 1925.
- Наука — основа химической промышленности. — Л., 1929.
- Менделеев. — Л.: Детгиз, 1954.

Более ста трудов по истории искусства. Некоторые из них:
- Классицизм и ампир. — СПб., 1912.
- Павловск. Художественно-исторический очерк и путеводитель. — СПб., 1912.
- Петербург. Художественно-исторический очерк и обзор художественного богатства столицы. — СПб., 1913.
- О скульптурных украшениях петербургских построек. — СПб., 1914.
- О красоте Петрограда. — Пг.: тип. «Я. Трей», 1915.
- Сады и парки: История и теория садового искусства. — Пг., 1916. (Переиздана в 2007. — ISBN 978-5-699-19502-2).
- Необходимо ли самостоятельное ведомство изящных искусств?. — Пг.: тип. «Двигатель», 1917.

- Гатчина. — Л., 1925.
- Детское Село. — Л., 1925.
- Музей города. Музей Старого Петербурга. — Л., 1928.

## Адреса в Ленинграде
- Тучков пер., д.  11 / Волховский переулок, д. 5[2].

## Семья
Жена — Варвара Захаровна (1877—1956). Их сын:
- Валериан Владимирович (1912—1993), химик технолог, охотовед (специалист по легавым собакам, эксперт всесоюзной категории)[4]